# Ananias de Nébédée
Pour les articles homonymes, voir Ananias.
Ananias de Nébédée (hébreu חנניה בן נדבאי) ou Hanania Ben Nedbai ou Nebdai ou Nerbai était grand-prêtre du Temple de Jérusalem de 46-47 jusqu'à environ 52 apr. J.-C. Il a été nommé par Hérode de Chalcis. Il est le père d'Eleazar ben Hanania, un des dirigeants de la Grande révolte à ses débuts (66).
Il est exécuté par les sicaires à Jérusalem au début de la révolte (66).